# Công cụ lao động
Công cụ lao động là một bộ phận quan trọng của tư liệu lao động nó tác dụng trực tiếp vào đối tượng lao động, quy định trực tiếp năng suất lao động. Trình độ công cụ lao động là yếu tố phản ánh rõ nhất trình độ phát triển của lực lượng sản xuất. Chẳng hạn như người nông dân cày ruộng bằng con trâu và cái cày trên một mảnh ruộng thì công cụ lao động của người nông dân là con trâu và cái cày.